# Benjamin Taliaferro
Benjamin Taliaferro, a volte reso anche come Tolliver (Contea di Amherst, 1750 – Contea di Wilkes, 3 settembre 1821), è stato un politico e generale statunitense.
Gli è dedicata la contea di Taliaferro in Georgia.

## Biografia
Nativo della Virginia e discendente di una famiglia dalle lontane origini italiane, combatté nella guerra d'indipendenza americana, venendo promosso capitano. Nel 1780 venne catturato dai britannici durante l'assedio di Charleston, e rimase loro prigioniero fino alla fine della guerra (anche se in realtà gli fu permesso di tornare in Virginia per sposarsi).
Nel 1784, convinto dal conoscente George Mathews, si trasferì in Georgia, stabilendovisi definitivamente. Creò una grande piantagione di tabacco e acquistò molti schiavi afroamericani, diventando un ricco piantatore. Entrato in politica come federalista, suoi alleati erano gli influenti John Milledge e Lachlan McIntosh, che riuscirono a farlo eleggere al Senato della Georgia.
Durante lo scandalo dello Yazoo fu uno strenuo oppositore degli speculatori, e fu quindi uno dei pochi federalisti a non risentire dell'impopolarità causata al partito dall'affare. Non fu comunque a sua volta esente da accuse, e ricorse quindi almeno in un'occasione a un duello per difendere il proprio onore. Nel 1799 venne eletto alla Camera dei Rappresentanti; riconfermato nel 1801, si associò ai democratico-repubblicani, ma l'anno successivo si dimise per motivi di salute e tornò in Georgia.
Ormai in permanenti cattive condizioni di salute, fu costretto a rifiutare una candidatura al Senato degli Stati Uniti d'America nel 1813. Morì nel 1821.